# 朴兴柱
朴兴柱（：／，1939年11月15日 - 1980年3月6日），本贯密阳朴氏，是韩国军人和政治人物。

## 主要经历
出生在日治朝鲜平安南道平原郡，儿时在平壤生活过一段时间。1944年全家搬到京城府，朝鲜光复后在汉城长大。1962年陆士18期毕业授少尉衔。此后他升陆军中尉，任金载圭的专属副官，后任中央情报部随行秘书。1979年他与金载圭一同刺殺總統朴正熙。他的死刑存在争议，因为他是该案被告当中唯一的现役军人，一审结束即被执行枪决。

## 轶事
朴兴柱最初并非有志从军，但由于家庭贫穷无法支付大学学费，他被迫读了免学费的军校。但他在军中平步青云，1978年他40岁时已经晋升大领。

## 生平

### 学历
- 汉城高等学校毕业
- 韩国陆军士官学校18期学士
- 韩国陆军炮兵学校毕业
- 韩国陆军机甲学校毕业
- 韩国陆军步兵学校毕业

### 军旅生涯
朴兴柱在贫穷的家庭出生，从汉城高校升入陆士18期并毕业，之后他毕业于韩国陆军炮兵学校。金载圭担任陆军第6步兵师团长时升任中尉并担任其专属副官，他与金载圭的之间的关系也由此开始了。
其后金载圭介绍他到自己担任部长的中央情报部任随行秘书。此时朴兴柱军衔已然是陆军大领。

### 10·26事件
10.26事件时，金载圭部长忽然召集部下表明杀害朴正熙的决心，此时朴兴柱加入了行动。其后他被捕并被新军部交由军事法庭判处死刑。由于他在犯罪时是现役军人，所以即使此案仍在审理中，1980年3月6日他就被史无前例地执行枪决。

### 家庭
他与金妙春（1942-）结婚，育有两个女儿和一个儿子。